# Joe Mantegna
Joseph Anthony "Joe" Mantegna Jr. (Chicago, Illinois, 1947. november 13. –) Tony-díjas olasz származású amerikai színész. 
A Broadwayen debütált az 1969-es Hair című musicalben, majd olyan filmekben kapott szerepeket mint, A három amigó (1986) és A hírek szerelmesei (1996). A Gyilkos elmék című sorozatban 2007 és 2020 között David Rossi ügynököt alakította.

## Filmográfia

### Film
| Év   | Magyar cím                         | Eredeti cím                      | Szerep                                        | Magyar hang            |
| ---- | ---------------------------------- | -------------------------------- | --------------------------------------------- | ---------------------- |
| 1978 |                                    | Towing                           | Chris                                         |                        |
| 1980 | Xanadu                             | Xanadu                           | törölt jelenetek                              |                        |
| 1983 |                                    | Second Thoughts                  | küldönc                                       |                        |
| 1985 |                                    | Compromising Positions           | Bruce Fleckstein                              |                        |
| 1986 | Pénznyelő                          | The Money Pit                    | Art Shirk                                     | Jakab Csaba            |
| 1986 | Pénznyelő                          | The Money Pit                    | Art Shirk                                     | Besenczi Árpád         |
| 1986 | Kamuzsaru                          | Off Beat                         | Pete Peterson                                 |                        |
| 1986 | A három amigó                      | Three Amigos                     | Harry Flugleman                               | Szersén Gyula          |
| 1986 | A három amigó                      | Three Amigos                     | Harry Flugleman                               | Vári Attila            |
| 1987 | Alkalom szüli az orvost            | Critical Condition               | Arthur Chambers                               | Uri István             |
| 1987 | Alkalom szüli az orvost            | Critical Condition               | Arthur Chambers                               | Kocsis György          |
| 1987 | Játékos végzet                     | House of Games                   | Mike                                          | Dörner György          |
| 1987 | Játékos végzet                     | House of Games                   | Mike                                          | Hegedűs D. Géza        |
| 1987 |                                    | Weeds                            | Carmine                                       |                        |
| 1987 | A gyanúsított                      | Suspect                          | Charlie Stella                                | Csankó Zoltán          |
| 1988 | Egyszer fenn, egyszer lenn         | Things Change                    | Jerry                                         |                        |
| 1989 |                                    | Wait Until Spring, Bandini       | Bandini                                       |                        |
| 1990 | A Keresztapa III.                  | The Godfather Part III           | Joey Zasa                                     | Szersén Gyula          |
| 1990 | A Keresztapa III.                  | The Godfather Part III           | Joey Zasa                                     | Papp János             |
| 1990 | Alice                              | Alice                            | Joe                                           | Bognár Zsolt           |
| 1990 | Alice                              | Alice                            | Joe                                           | Gyabronka József       |
| 1990 | Alice                              | Alice                            | Joe                                           | Rubold Ödön            |
| 1991 | Együtt a csapat                    | Queens Logic                     | Al                                            |                        |
| 1991 | A gyilkossági csoport              | Homicide                         | Bobby Gold                                    | Jakab Csaba            |
| 1991 | Bugsy                              | Bugsy                            | George Raft                                   | Balázsi Gyula          |
| 1991 | Bugsy                              | Bugsy                            | George Raft                                   | Kőszegi Ákos           |
| 1993 | A tanú teste                       | Body of Evidence                 | Robert Garrett                                | Sztarenki Pál          |
| 1993 | Tragikus szenvedély                | Family Prayers                   | Martin Jacobs                                 |                        |
| 1993 | A bajnok – Bobby Fischer nyomában  | Searching for Bobby Fischer      | Fred Waitzkin                                 | Koroknay Géza          |
| 1993 | A bajnok – Bobby Fischer nyomában  | Searching for Bobby Fischer      | Fred Waitzkin                                 | Csankó Zoltán          |
| 1994 | Szabadnapos baba                   | Baby's Day Out                   | Eddie                                         | Dózsa László           |
| 1994 | Pancserock                         | Airheads                         | Ian                                           | Kassai Károly          |
| 1994 | Pancserock                         | Airheads                         | Ian                                           | Csankó Zoltán          |
| 1995 |                                    | Captain Nuke and the Bomber Boys | Joey Franelli                                 |                        |
| 1995 | Holtomiglan, holtodiglan           | For Better or Worse              | Stone                                         | Mihályi Győző          |
| 1995 | Felejtsd el Párizst!               | Forget Paris                     | Andy                                          | Konrád Antal           |
| 1995 | Minden gyanú felett                | Above Suspicion                  | Alan Rhinehart                                | Szersén Gyula          |
| 1996 | Szemet szemért                     | Eye for an Eye                   | Denillo nyomozóőrmester                       | Hollósi Frigyes        |
| 1996 | Szemet szemért                     | Eye for an Eye                   | Denillo nyomozóőrmester                       | Máté Gábor             |
| 1996 | A hírek szerelmesei                | Up Close & Personal              | Bucky Terranova                               | Rosta Sándor           |
| 1996 |                                    | Underworld                       | Frank Gavilan / Frank Cassady / Richard Essex |                        |
| 1996 | Albínó aligátor                    | Albino Alligator                 | G.D. Browning ügynök                          | Szersén Gyula          |
| 1996 | Stephen King: Sorvadj el!          | Thinner                          | Richie Ginelli                                | Barbinek Péter         |
| 1996 | Bűnösök és áldozatok               | Persons Unknown                  | Jim Holland                                   | Vass Gábor             |
| 1998 | Jerry és Tom                       | Jerry and Tom                    | Tom                                           |                        |
| 1998 |                                    | The Wonderful Ice Cream Suit     | Gomez                                         |                        |
| 1998 |                                    | For Hire                         | Alan Webber                                   |                        |
| 1998 | Kismenők                           | Hoods                            | Angelo Martinelli                             | Vass Gábor             |
| 1998 | Sztárral szemben                   | Celebrity                        | Tony Gardella                                 | Mihályi Győző          |
| 1998 | Kész képregény                     | Boy Meets Girl                   | Il Magnifico                                  | Hirtling István        |
| 1999 | Légörvény 4. – Viharzóna           | Airspeed                         | Raymond Stone                                 | Sinkovits-Vitay András |
| 1999 |                                    | Error in Judgment                | Eric                                          |                        |
| 1999 | Pénzfutár                          | The Runner                       | Rocco                                         | Sinkovits-Vitay András |
| 1999 | Szabad a szerelem                  | Liberty Heights                  | Nate Kurtzman                                 | Fülöp Zsigmond         |
| 2000 | Fejezetek egy hajónaplóból         | Lakeboat                         | srác                                          |                        |
| 2000 | Kutya, pénz, rablók                | More Dogs Than Bones             | Desalvo                                       |                        |
| 2000 | Az utolsó producer                 | The Last Producer                | ismeretlen szerep                             |                        |
| 2001 |                                    | Fall: The Price of Silence       | Jim Danaher ügynök                            |                        |
| 2001 | A trombitás hattyú                 | The Trumpet of the Swan          | Monty (hangja)                                | Kárpáti Levente        |
| 2001 |                                    | Laguna                           | Nicola Pianon                                 |                        |
| 2001 |                                    | Off Key                          | Ricardo Palacios                              |                        |
| 2001 | Légörvény 3.                       | Turbulence 3: Heavy Metal        | Frank Garner                                  | Szokolay Ottó          |
| 2002 |                                    | Mother Ghost                     | Jerry                                         |                        |
| 2003 | Nino bácsikám                      | Uncle Nino                       | Robert Micelli                                |                        |
| 2004 | Határtalan szerelem                | Stateside                        | Gil Deloach                                   | Konrád Antal           |
| 2004 |                                    | Pontormo: A Heretical Love       | Pontormo                                      |                        |
| 2005 |                                    | Nine Lives                       | Richard                                       |                        |
| 2005 | Edmond                             | Edmond                           | férfi a bárban                                | Vass Gábor             |
| 2005 | A gyerek, meg én                   | The Kid & I                      | Davis Roman                                   | Mihályi Győző          |
| 2007 | Elvis és Anabelle                  | Elvis and Anabelle               | Charlie                                       | Reviczky Gábor         |
| 2007 | Őrült vadászat                     | Naked Fear                       | Tom Benike seriff                             | Papp János             |
| 2007 | A Vadmacska Klub                   | Cougar Club                      | Mr. Stack                                     | Pálfai Péter           |
| 2007 | Történetek Amerikáról              | Stories USA                      | Mike ("Club Soda" szegmens)                   |                        |
| 2007 | A Simpson család – A film          | The Simpsons Movie               | Dagadt Tony (hangja)                          |                        |
| 2008 | Hank és Mike                       | Hank and Mike                    | Mr. Pan                                       |                        |
| 2008 |                                    | West of Brooklyn                 | Gaetano D'Amico                               |                        |
| 2008 |                                    | Witless Protection               | Dr. Rondog 'Doc' Savage                       |                        |
| 2008 | Piros öv                           | Redbelt                          | Jerry Weiss                                   | Háda János             |
| 2008 |                                    | Childless                        | Richard                                       |                        |
| 2008 |                                    | Who's Wagging Who?               | Rudy (hangja)                                 |                        |
| 2008 | Az Igazság Ligája – Az új küldetés | Justice League: The New Frontier | Crooner (hangja)                              |                        |
| 2008 |                                    | The Last Hit Man                 | Harry Tremayne                                |                        |
| 2009 |                                    | Lonely Street                    | Jerry Finkelman                               |                        |
| 2009 |                                    | Archie's Final Project           | Dr. Chandrasakar                              |                        |
| 2009 |                                    | The Assistants                   | Gary Greene                                   |                        |
| 2009 |                                    | The House That Jack Built        | Jack Sr.                                      |                        |
| 2010 |                                    | Pop Shock                        | Billy                                         |                        |
| 2010 | Valentin nap                       | Valentine's Day                  | dühös sofőr                                   |                        |
| 2011 | Verdák 2.                          | Cars 2                           | Grem (hangja)                                 |                        |
| 2013 | Megszállottság                     | Compulsion                       | Reynolds nyomozó                              | Jakab Csaba            |
| 2014 |                                    | 10 Cent Pistol                   | Punchy                                        |                        |
| 2015 |                                    | Kill Me, Deadly                  | Bugsy Siegel                                  |                        |
| 2016 |                                    | The Bronx Bull                   | Rick Rosselli                                 |                        |
| 2020 |                                    | Rolling Thunder                  | Joe                                           |                        |

Rövidfilmek
- 1977: Medusa Challenger –Joe
- 1978: A Steady Rain – ismeretlen szerep
- 2004: First Flight– Robert Sloan (hangja)
- 2011: Sacks West – Joe
- 2011: The Yule Tide Good Samaritan – Tim O'Neill
- 2014: AirBurst: The Soda of Doom – MM-Ci (hangja)

### Televízió
| Év        | Magyar cím                        | Eredeti cím                    | Szerep                    | Megjegyzések                                                |
| --------- | --------------------------------- | ------------------------------ | ------------------------- | ----------------------------------------------------------- |
| 1979      | Elvis                             | Elvis                          | Joe Esposito              | tévéfilm                                                    |
| 1979      |                                   | Bleacher Bums                  | Decker                    | tévéfilm                                                    |
| 1980–1981 |                                   | Soap                           | Juan One                  | 7 epizód                                                    |
| 1981      |                                   | It's a Living                  | Louis Allen               | 1 epizód                                                    |
| 1981      |                                   | Bosom Buddies                  | The Shiek                 | 1 epizód                                                    |
| 1981–1982 |                                   | Open All Night                 | Change / Arab             | 3 epizód                                                    |
| 1982      |                                   | The Greatest American Hero     | Juan                      | 1 epizód                                                    |
| 1982      |                                   | Archie Bunker's Place          | Joe Garver                | 1 epizód                                                    |
| 1982      |                                   | Simon & Simon                  | Henry                     | 1 epizód                                                    |
| 1984      |                                   | Comedy Zone                    | több szereplő             | 2 epizód                                                    |
| 1984      |                                   | The Outlaws                    | Yuri                      | tévéfilm                                                    |
| 1985      |                                   | Big Shots in America           | Jovan Joey Shagula        | tévéfilm                                                    |
| 1987      | Alkonyzóna                        | The Twilight Zone              | Harry Dobbs               | 1 epizód                                                    |
| 1991      | Saturday Night Live               | Saturday Night Live            | házigazda                 | 1 epizód                                                    |
| 1991–     | A Simpson család                  | The Simpsons                   | Dagadt Tony (hangja)      | visszatérő szereplő                                         |
| 1992      | Elvtársak! Baseball!              | The Comrades of Summer         | Sparky Smith              | - tévéfilm - magyar hangja: - Dörner György - Mihályi Győző |
| 1992      |                                   | The Water Engine               | Lawrence Oberman          | tévéfilm                                                    |
| 1993      | Bukott angyalok                   | Fallen Angels                  | Carl Streeter             | 1 epizód                                                    |
| 1993      | Frasier – A dumagép               | Frasier                        | Derek Mann (hangja)       | 1 epizód                                                    |
| 1994      | Életveszély                       | State of Emergency             | Dr. John Novelli          | tévéfilm                                                    |
| 1995      | Három tökjó bűnbeesés             | Favorite Deadly Sins           | Frank Musso               | tévéfilm                                                    |
| 1997      |                                   | Duckman                        | Rube Richter (hangja)     | 2 epizód                                                    |
| 1997      | Fecsegő tipegők                   | Rugrats                        | Jack Montello (hangja)    | 1 epizód                                                    |
| 1997      |                                   | A Call to Remember             | Davis Tobias              | tévéfilm                                                    |
| 1997      |                                   | Face Down                      | Bob Signorelli            | tévéfilm                                                    |
| 1997      |                                   | Merry Christmas, George Bailey | Joseph / Nick             | tévéfilm                                                    |
| 1997      | Az utolsó keresztapa              | The Last Don                   | Pippi De Lena             | - minisorozat (2 epizód) - magyar hangja: - Barbinek Péter  |
| 1998      |                                   | The Great Empire: Rome         | narrátor                  | tévéfilm                                                    |
| 1998      | Sztárok egy csapatban             | The Rat Pack                   | Dean Martin               | tévéfilm                                                    |
| 1999      |                                   | Spenser: Small Vices           | Spenser                   | tévéfilm                                                    |
| 1999      |                                   | My Little Assassin             | Fidel Castro              | tévéfilm                                                    |
| 2000      |                                   | Thin Air                       | Spenser                   | tévéfilm                                                    |
| 2001      | Maffiózók                         | The Sopranos                   | Mercedes reklám hangja    | 1 epizód                                                    |
| 2001      |                                   | Walking Shadow                 | Spenser                   | tévéfilm                                                    |
| 2002      | Az igazság napja                  | First Monday                   | Justice Joseph Novelli    | főszereplő (13 epizód)                                      |
| 2002      | Nemek csatája                     | Women vs. Men                  | Michael                   | tévéfilm                                                    |
| 2002      |                                   | And Thou Shalt Honor           | narrátor / házigazda      | tévéfilm                                                    |
| 2003–2005 | Isteni sugallat                   | Joan of Arcadia                | Will Girardi              | főszereplő (45 epizód)                                      |
| 2006      |                                   | Let Go                         | Jack Rossati              | eladatlan próbaepizód                                       |
| 2006      | Kim Possible                      | Kim Possible                   | Jimmy Blamhammer (hangja) | 1 epizód                                                    |
| 2007      | Álomgyári feleség                 | The Starter Wife               | Lou Manahan               | minisorozat (5 epizód)                                      |
| 2007–2020 | Gyilkos elmék                     | Criminal Minds                 | David Rossi               | - főszereplő - magyar hangja: - Barbinek Péter              |
| 2008      | Álomgyári feleség                 | The Starter Wife               | Lou Manahan               | 3 epizód                                                    |
| 2011–2016 |                                   | Gun Stories                    | házigazda                 |                                                             |
| 2016–2017 | Gyilkos elmék: Túl minden határon | Criminal Minds: Beyond Borders | David Rossi               | vendégszereplő (2 epizód)                                   |
| 2017      | Gordon Ramsay – A pokol konyhája  | Hell's Kitchen: All-Stars      | önmaga                    | 1 epizód                                                    |
| 2022      | Így látjuk mi                     | As We See It                   | Lou Hoffman               | főszereplő (8 epizód)                                       |
| 2022      | Barry                             | Barry                          | önmaga                    | 1 epizód                                                    |

## További információ
- Hivatalos oldal
- Joe Mantegna a Facebookon
- Joe Mantegna a PORT.hu-n (magyarul)
- Joe Mantegna az Internetes Szinkronadatbázisban (magyarul)
- Joe Mantegna az Internet Movie Database-ben (angolul)
- Joe Mantegna a Rotten Tomatoeson (angolul)